# Denes Agay
Denes Agay (offenbar auch unter dem Pseudonym Gerald Martin; * 10. Juni 1911 bei Budapest; † 24. Januar 2007 in Los Altos) war ein US-amerikanischer Komponist und Arrangeur ungarischer Herkunft.

## Leben
Aus einem kleinen Ort nahe Budapest stammend, begann Agay im Alter von drei Jahren mit dem Klavierspiel. 1934 schloss er ein Musikstudium an der Franz-Liszt-Akademie in Budapest mit dem Doktortitel ab (auf Wunsch des Vaters studierte er parallel an der juristischen Fakultät der Universität Budapest). In der Folge wurde eine Sinfonie Agays erfolgreich durch die Budapester Philharmonie unter Leitung des Komponisten aufgeführt. Denes Agay war außerdem als Filmkomponist tätig.
Nach der Annäherung Ungarns an das nationalsozialistische Regime Deutschlands emigrierte Agay als Jude, dessen Eltern später in Auschwitz ermordet wurden, 1939 nach New York und wurde US-amerikanischer Staatsbürger. Ab 1942 leistete er Militärdienst. Nach dem Zweiten Weltkrieg arbeitete er als Lehrer, Komponist und Herausgeber, außerdem als Dirigent und Arrangeur für NBC. Besonders bekannt wurde er für seine mehrbändige Sammlung von Klavierarrangements The Young Pianist's Library sowie die 1975 erschienene und in den USA millionenfach verkaufte Anthologie Best Loved Songs of the American People.